# 温崇真
温崇真（1937年4月—），女，山东莱州人，生于辽宁大连，中国金融人物，曾任第八届全国政协委员。